# Língua acádia
O acádio (lišānum akkadītum), também conhecido como acadiano ou assiro-babilônio, era uma língua semítica, parte da família afro-asiática, falada na antiga Mesopotâmia, particularmente pelos assírios e babilônios. A mais antiga língua semítica registrada, ela utilizava a escrita cuneiforme, que, por sua vez, havia sido derivada do antigo sumério, uma língua isolada sem qualquer parentesco. O nome da língua é derivado da cidade de Acádia, um dos principais centros da civilização mesopotâmica.
O registro mais antigo até agora encontrado data do século XIV a.C. e está escrito em símbolos cuneiformes da língua acadiana. O pedaço de barro escrito foi achado em Jerusalém por arqueólogos israelitas.

## História e escrita

### Escrita

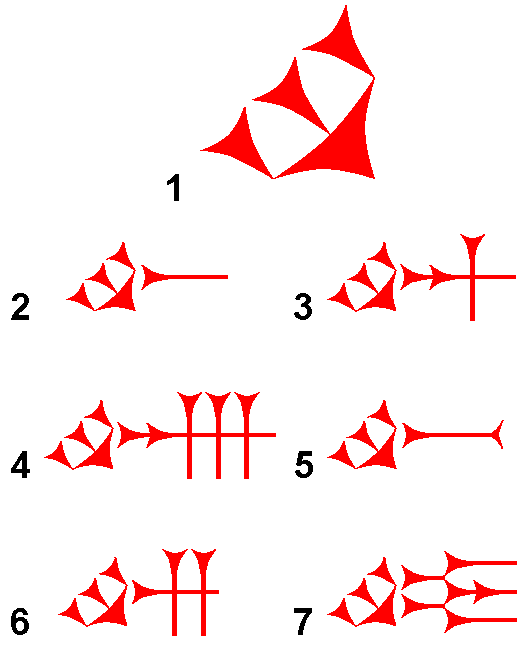
Escrita cuneiforme (Escrita Neoassíria)
(1 = Logograma (LG) "mistura"/silabograma (SG) /ḫi/,
2 = LG "moat",
3 = SG /aʾ/,
4 = SG /aḫ/, /eḫ/, /iḫ/, /uḫ/,
5 = SG kam,
6 = SG im,
7 = SG bir)

Os escribas acadianos escreviam a língua por meio da escrita cuneiforme, um sistema desenvolvido pelos sumérios que utilizava sinais em forma de cunha impressos em argila úmida. Da maneira que os escribas acadianos a empregavam, a escrita cuneiforme podia representar ou (a) logogramas sumérios (ou seja, caracteres desenvolvidos a partir de figuras que representavam palavras inteiras), (b) sílabas sumérias, (c) sílabas acádias, ou (d) complementos fonéticos. A escrita cuneiforme era inapropriada para o idioma acádio em diversos sentidos: entre suas falhas estava a impossibilidade de representar importantes fonemas das línguas semíticas, como a oclusiva glotal, as consoantes faringais, e as consoantes enfáticas. Além disso, a escrita cuneiforme era um silabário — isto é, uma consoante mais a vogal formavam uma unidade de escrita — o que era frequentemente pouco apropriado para uma língua semítica formada por raízes triconsonantais (três consoantes sem as vogais).

### Desenvolvimento
O acádio é divido em diversas variedades de acordo com a geografia e o período histórico:
- Acádio antigo — 2500 – 1950 a.C.
- Babilônio antigo/Assírio antigo — 1950 – 1530 a.C.
- Babilônio médio/Assírio médio — 1530 – 1000 a.C.
- Neo-babilônio/Neoassírio— 1000 – 600 a.C.
- Babilônio tardio — 600 a.C. – 100

## Fonética e Fonologia

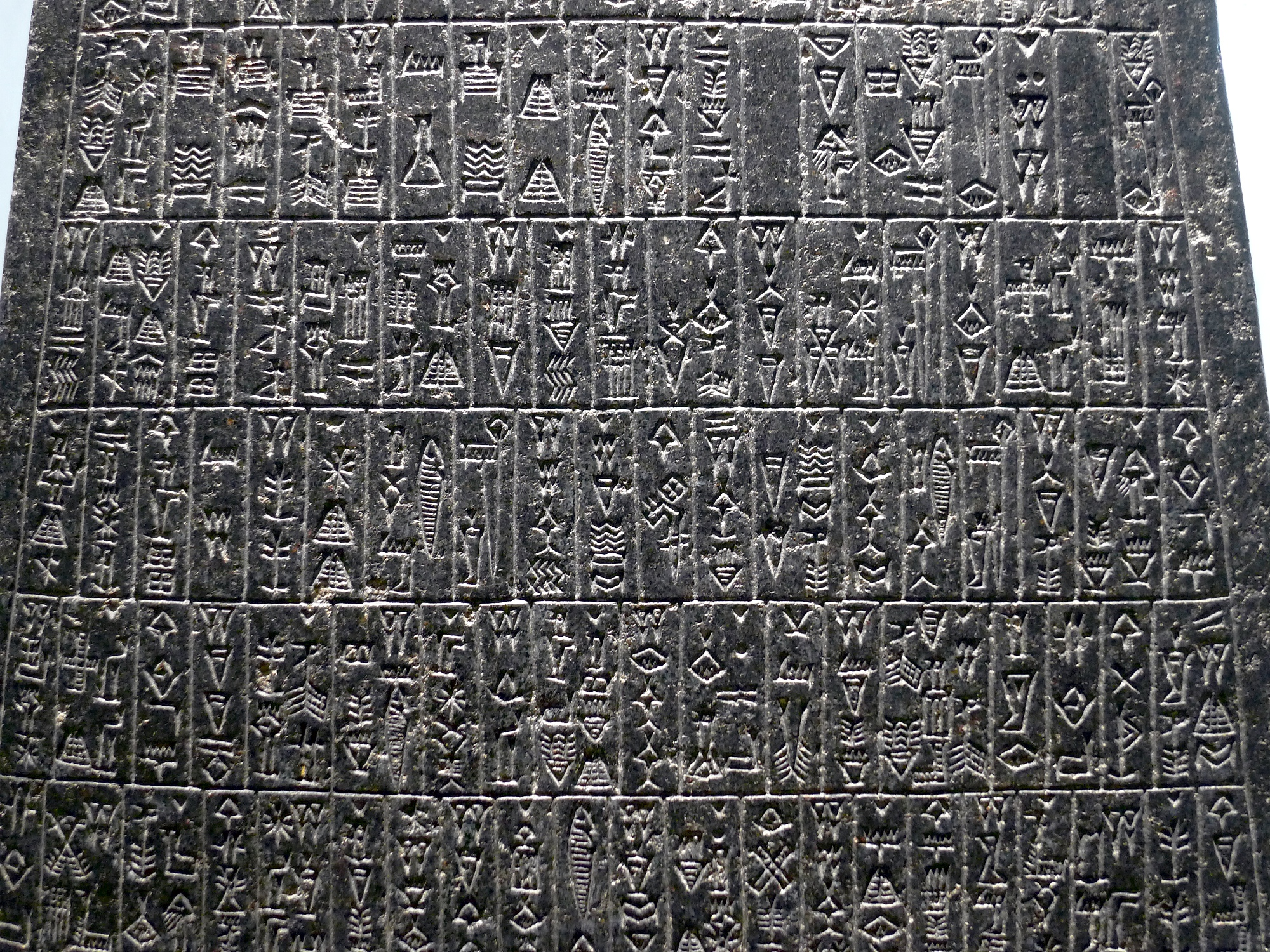
Inscrição em língua acadiana no obelisco de Manistusu.

### Consonantes
Pelo que pode ser descoberto por meio da ortografia cuneiforme, diversos fonemas proto-semíticos se perderam no acadiano. A oclusiva glotal proto-semítica *ʾ, assim como as fricativas *ʿ, He*h, *ḥ, *ġ se perdem como consoantes, tanto na mudança de som como de ortografia, dando origem a uma vogal e que não existia no proto-semítico. As fricativas laterais interdentais e fricativas laterais surdas (*ś, *ṣ́) se fundiram com as sibilantes, assim como no cananeu, restando 19 fonemas consonantais:
b p d t ṭ š z s ṣ l g k q ḫ m n r w y.
|             |             | Labial | Interdental | Dental/Alveolar | Dental/Alveolar | Palatal | Velar | Uvular | Faríngea | Glotal |
| normal      | enfática    | Labial | Interdental |                 |                 | Palatal | Velar | Uvular | Faríngea | Glotal |
| ----------- | ----------- | ------ | ----------- | --------------- | --------------- | ------- | ----- | ------ | -------- | ------ |
| Nasal       | Nasal       | m      |             | n               |                 |         |       |        |          |        |
| Plosiva     | surda       | p      |             | t               | tʼ (ṭ)          |         | k     | q      |          | ʔ (ʼ)  |
| Plosiva     | sonora      | b      |             | d               |                 |         | ɡ     |        |          |        |
| Fricativa   | surda       |        |             | s               | sʼ (ṣ)          | ʃ (š)   | x (ḫ) | x (ḫ)  |          |        |
| Fricativa   | sonora      |        |             | z               |                 |         |       |        |          |        |
| Rótica      | Rótica      |        |             | r               |                 |         |       |        |          |        |
| Aproximante | Aproximante |        |             | l               |                 | j (y)   | w     |        |          |        |

A seguinte tabela demonstra os fonemas do protossemítico e os seus correspondentes entre o acadiano, árabe e o hebraico tiberiano:
| Protossemítico | Acadiano | Árabe | Árabe | Hebraico | Hebraico |
| -------------- | -------- | ----- | ----- | -------- | -------- |
| *b             | b        | ب     | b     | ב        | b        |
| *d             | d        | د     | d     | ד        | d        |
| *g             | g        | ج     | ǧ     | ג        | g        |
| *p             | p        | ف     | f     | פ        | p        |
| *t             | t        | ت     | t     | ת        | t        |
| *k             | k        | ك     | k     | כ        | k        |
| *ʼ [ʔ]         | (Ø)/ ʼ   | ء     | ʼ     | א        | ʼ        |
| *ṭ             | ṭ        | ط     | ṭ     | ט        | ṭ        |
| *ḳ             | q        | ق     | q     | ק        | q        |
| *ḏ             | z        | ذ     | ḏ     | ז        | z        |
| *z             | z        | ز     | z     | ז        | z        |
| *ṯ             | š        | ث     | ṯ     | שׁ        | š        |
| *š [ʃ]         | š        | س     | s     | שׁ        | š        |
| *ś             | š        | ش     | š     | שׂ        | ś        |
| *s             | s        | س     | s     | ס        | s        |
| *ṱ             | ṣ        | ظ     | ẓ     | צ        | ṣ        |
| *ṣ             | ṣ        | ص     | ṣ     | צ        | ṣ        |
| *ṣ́             | ṣ        | ض     | ḍ     | צ        | ṣ        |
| *ġ             | ḫ        | غ     | ġ     | ע        | ʻ [ʕ]    |
| *ʻ [ʕ]         | (e)      | ع     | ʻ [ʕ] | ע        | ʻ [ʕ]    |
| *ḫ             | ḫ        | خ     | ḫ [x] | ח        | ḥ        |
| *ḥ             | (e)      | ح     | ḥ [ħ] | ח        | ḥ        |
| *h             | (Ø)      | ه     | h     | ה        | h        |
| *m             | m        | م     | m     | מ        | m        |
| *n             | n        | ن     | n     | נ        | n        |
| *r             | r        | ر     | r     | ר        | r        |
| *l             | l        | ل     | l     | ל        | l        |
| *w             | w        | و     | w     | ו י      | w y      |
| *y             | y        | ي     | y [j] | י        | y        |
| Protossemítico | Acadiano | Árabe | Árabe | Hebraico | Hebraico |

### Vogais
|         | Fronte | Centro | Atrás |
| ------- | ------ | ------ | ----- |
| Fechado | i      |        | u     |
| Médio   | e      |        |       |
| Aberto  |        | a      |       |

## Gramática

### Morfologia
O acádio é uma língua fusional, e como uma língua semítica suas características gramaticais são extremamente similares às encontradas no árabe clássico. Ela possui dois gêneros (masculino e feminino), distintos nos pronomes da segunda pessoa (tu-masc., tu-fem.) e nas conjugações verbais; três declinações para substantivos e adjetivos (nominativo, acusativo e genitivo); três números: singular, dual e plural); e conjugações verbais exclusivas para cada pronome da primeira, segunda e terceira pessoas.

#### Caso, número e gênero
Os substantivos acádios variam de acordo com o gênero, número e declinação, e os adjetivos são declinados exatamente como os substantivos.
Os substantivos šarrum (rei), šarratum (rainha) e o adjetivo dannum (forte) irão servir de ilustração para o sistema de casos do acadiano.
|                     | substantivo (masc.) | substantivo (fem.) | adjetivo (masc.) | adjetivo (fem.) |
| ------------------- | ------------------- | ------------------ | ---------------- | --------------- |
| Nominativo singular | šarr-um             | šarr-at-um         | dann-um          | dann-at-um      |
| Genitivo singular   | šarr-im             | šarr-at-im         | dann-im          | dann-at-im      |
| Acusativo singular  | šarr-am             | šarr-at-am         | dann-am          | dann-at-am      |
| Nominativo dual     | šarr-ān             | šarr-at-ān         |                  |                 |
| Oblíquo dual        | šarr-īn             | šarr-at-īn         |                  |                 |
| Nominativo plural   | šarr-ū              | šarr-āt-um         | dann-ūt-um       | dann-āt-um      |
| Oblíquo plural      | šarr-ī              | šarr-āt-im         | dann-ūt-im       | dann-āt-im      |

#### Morfologia verbal

##### Aspectos do verbo
O verbo no acádico tem seis aspectos verbais finitos (pretérito, perfeito, presente, imperativo, precativo e vetitivo) e três  formas infinitas (infinitivo, particípio e verbo adjetivo).
|                             | Pretérito | Perfeito                | Presente  | Imperativo                  | Estativo                            | Infinitivo | Particípio (ativo)              | Verbo adjetivo                 |
| --------------------------- | --------- | ----------------------- | --------- | --------------------------- | ----------------------------------- | ---------- | ------------------------------- | ------------------------------ |
| 1° Pessoa do singular       | aprus     | aptaras                 | aparras   |                             | parsāku                             | parāsum    | pārisum (masc.) pāristum (fem.) | parsum (masc.) paristum (fem.) |
| 1° Pessoa do plural         | niprus    | niptaras                | niparras  | parsānu                     |                                     | parāsum    | pārisum (masc.) pāristum (fem.) | parsum (masc.) paristum (fem.) |
| 2° Pessoa do singular masc. | taprus    | taptaras                | taparras  | purus                       | parsāta                             | parāsum    | pārisum (masc.) pāristum (fem.) | parsum (masc.) paristum (fem.) |
| 2° Pessoa do singular fem.  | taprusī   | taptarsī (< *taptarasī) | taparrasī | pursi                       | parsāti                             | parāsum    | pārisum (masc.) pāristum (fem.) | parsum (masc.) paristum (fem.) |
| 2° Pessoa do plural         | taprusā   | taptarsā                | taparrasā | pursa                       | parsātunu (masc.) / parsātina(fem.) | parāsum    | pārisum (masc.) pāristum (fem.) | parsum (masc.) paristum (fem.) |
| 3° Pessoa do singular       | iprus     | iptaras                 | iparras   |                             | paris                               | parāsum    | pārisum (masc.) pāristum (fem.) | parsum (masc.) paristum (fem.) |
| 3° Pessoa do plural masc.   | iprusū    | iptarsū (< *iptarasū)   | iparrasū  | parsat                      |                                     | parāsum    | pārisum (masc.) pāristum (fem.) | parsum (masc.) paristum (fem.) |
| 3° Pessoa do plural fem.    | iprusā    | iptarsā(< *iptarasā)    | iparrasā  | parsū (masc.) /parsā (fem.) |                                     | parāsum    | pārisum (masc.) pāristum (fem.) | parsum (masc.) paristum (fem.) |

A tabela abaixo mostra os diferentes afixos ligados ao aspecto pretérito da raiz PRS do verbo "decidir", e como pode ser visto, os gêneros gramaticais diferem apenas na segunda pessoa do singular e terceira pessoa do plural.
|                             | G-Raiz    | D-Raiz      | Š-Raiz      | N-Raiz      |
| --------------------------- | --------- | ----------- | ----------- | ----------- |
| 1° Pessoa do singular       | a-prus-Ø  | u-parris-Ø  | u-šapris-Ø  | a-pparis-Ø  |
| 1° Pessoa do plural         | ni-prus-Ø | nu-parris-Ø | nu-šapris-Ø | ni-pparis-Ø |
| 2° Pessoa do singular masc. | ta-prus-Ø | tu-parris-Ø | tu-šapris-Ø | ta-pparis-Ø |
| 2° Pessoa do singular fem.  | ta-prus-ī | tu-parris-ī | tu-šapris-ī | ta-ppars-ī  |
| 2° Pessoa do plural         | ta-prus-ā | tu-parris-ā | tu-šapris-ā | ta-ppars-ā  |
| 3° Pessoa do singular       | i-prus-Ø  | u-parris-Ø  | u-šapris-Ø  | i-pparis-Ø  |
| 3° Pessoa do plural masc.   | i-prus-ū  | u-parris-ū  | u-šapris-ū  | i-ppars-ū   |
| 3° Pessoa do plural fem.    | i-prus-ā  | u-parris-ā  | u-šapris-ā  | i-ppars-ā   |

##### Padrão do verbo
Os verbos acádios possuem treze diferentes raízes gramaticais. As três modificações básicas da raiz simples (que recebe o número I, ou é chamada de Grundstamm, G-Stamm) são a duplicação da segunda letra da raiz (II ou Doppelungsstamm, D-Stamm), o prefixo "š" (III ou Š-Stamm) e o prefixo "n" (IV or N-Stamm). Uma segunda série de verbos é criada colocando-se um infixo: a sílaba tan é inserida entre as duas letras da raiz, criando um conjunto de raízes geralmente reflexivas. Estes dois conjuntos de quatro raízes são as mais usadas costumeiramente em acádio. A raiz final utiliza tanto o š-prefix como a duplicação da segunda letra da raiz. As raízes, sua nomenclatura e exemplos do predicativo da terceira pessoa masculina e singular do verbo parāsum (raiz PRS: 'decidir, distinguir, separar') são:
| #     | Raiz | Verbo    | Descrição                                                                                      | Correspondente                                         |
| ----- | ---- | -------- | ---------------------------------------------------------------------------------------------- | ------------------------------------------------------ |
| I.1   | G    | PaRiS    | a raiz simples, usada para os verbos transitivos e intransitivos                               | raiz árabe I (fa‘ala) e hebraica qal                   |
| II.1  | D    | PuRRuS   | geminação do segundo radical, indicando o intensivo                                            | raiz árabe II (fa‘‘ala) e hebraica pi‘el               |
| III.1 | Š    | šuPRuS   | preformativa "š", indicando o causativo                                                        | raiz árabe IV (’af‘ala) e hebraica hiph‘il             |
| IV.1  | N    | naPRuS   | preformativa "n", indicando o reflexivo/passivo                                                | raiz árabe VII (infa‘ala) e hebraica niph‘al           |
| I.2   | Gt   | PitRuS   | raiz simples com o infixo "t" depois do primeiro radical, indicando recíproca ou reflexiva     | raiz árabe VIII (ifta‘ala) e à aramaica ’ithpe‘al (tG) |
| II.2  | Dt   | PutaRRuS | segundo radical dobrado precedido pelo "t" infixado, indicando reflexivo intensivo             | raiz árabe V (tafa‘‘ala) e hebraica hithpa‘el (tD)     |
| III.2 | Št   | šutaPRuS | preformativo "š" com o infixo "t", indicando causativo reflexivo                               | raiz árabe X (istaf‘ala) e à aramaica ’ittaph‘al (tC)  |
| IV.2  | Nt   | itaPRuS  | performativo "n" com o infixo "t" precedido pelo primeiro radical, indicando reflexivo passivo |                                                        |
| I.3   | Gtn  | PitaRRuS | raiz simples com o infixo "tan" depois do primeiro radical                                     |                                                        |
| II.3  | Dtn  | PutaRRuS | segundo radical duplicado precedido pelo infixo "tan"                                          |                                                        |
| III.3 | Štn  | šutaPRuS | preformativo "š" com o infixo "tan"                                                            |                                                        |
| IV.3  | Ntn  | itaPRuS  | preformativo "n" com o infixo "tan"                                                            |                                                        |

Os verbos acádios demonstram geralmente sua raiz consonantal, embora também existam algumas raízes com duas ou quatro consoantes. Existem três tempos verbais: presente, pretérito e permansivo. O tempo presente indica ações incompletas e o pretérito indica ações completas, enquanto o permansivo expressa um estado ou condição e geralmente está no particípio.
O acádio, ao contrário do árabe, tem plurais quase sempre regulares (ou seja, não tem plurais quebrados), embora algumas palavras masculinas tenham plurais femininos. Neste ponto, é similar ao hebraico.

### Estativo
|                             | šarrum     | rapšum     | parsum     |
| --------------------------- | ---------- | ---------- | ---------- |
| 1° Pessoa do singular       | šarr-āku   | rapš-āku   | pars-āku   |
| 1° Pessoa do plural         | šarr-ānu   | rapš-ānu   | pars-ānu   |
| 2° Pessoa do singular masc. | šarr-āta   | rapš-āta   | pars-āta   |
| 2° Pessoa do singular fem.  | šarr-āti   | rapš-āti   | pars-āti   |
| 2° Pessoa do plural masc.   | šarr-ātunu | rapš-ātunu | pars-ātunu |
| 2° Pessoa do plural fem.    | šarr-ātina | rapš-ātina | pars-ātina |
| 3° Pessoa do singular masc. | šar-Ø      | rapaš-Ø    | paris-Ø    |
| 3° Pessoa do singular fem.  | šarr-at    | rapš-at    | pars-at    |
| 3° Pessoa do plural masc.   | šarr-ū     | rapš-ū     | pars-ū     |
| 3° Pessoa do plural fem.    | šarr-ā     | rapš-ā     | pars-ā     |

### Numerais
| #    | Número cardinal (masc.) | Número cardinal (fem.) | Congruência (Gênero combina com o número cardinal) | Ordinal (masc.) | Ordinal (fem.)   |
| ---- | ----------------------- | ---------------------- | -------------------------------------------------- | --------------- | ---------------- |
| 1    | ištēn                   | išteʾat, ištāt         | Congruente (sem polaridade de gênero)              | ištēn           | išteʾat          |
| 2    | šinā                    | šittā                  | Congruente                                         | šanûm           | šanītum          |
| 3    | šalāš                   | šalāšat                | Polaridade de gênero                               | šalšum          | šaluštum         |
| 4    | erbē                    | erbēt                  | Polaridade de gênero                               | rebûm           | rebūtum          |
| 5    | ḫamiš                   | ḫamšat                 | Polaridade de gênero                               | ḫamšum          | ḫamuštum         |
| 6    | šediš                   | šiššet                 | Polaridade de gênero                               | šeššum          | šeduštum         |
| 7    | sebē                    | sebēt                  | Polaridade de gênero                               | sebûm           | sebūtum          |
| 8    | samānē                  | samānat                | Polaridade de gênero                               | samnum, samnûm  | samuntum         |
| 9    | tešē                    | tišīt                  | Polaridade de gênero                               | tišûm, tešûm    | tišūtum, tešūtum |
| 10   | ešer                    | ešeret                 | Polaridade de gênero                               | ešrum           | ešurtum          |
| 60   | šūš                     | šūš                    | Sem distinção de gênero                            |                 |                  |
| 100  | meʾat, māt              | meʾat, māt             | Sem distinção de gênero                            |                 |                  |
| 1000 | līm                     | līm                    | Sem distinção de gênero                            |                 |                  |

Examplos: erbē aššātum (quatro esposas) (numeral masculino), meʾat ālānū (100 cidades).

### Sintaxe

#### Ordem das palavras
A ordem das palavras no acádio era Sujeito+Objeto+Verbo (SOV), o que a diferencia da maioria das outras línguas semíticas antigas, tais como o árabe e o hebraico bíblico, que têm tipicamente uma ordem Verbo-Sujeito-Objeto (VSO). As línguas semíticas do sul da Etiópia de hoje em dia também possuem a ordem SOV, mas esta foi desenvolvida ao longo da era histórica pela língua ge'ez, tradicionalmente SVO. Já se especulou que esta ordem de palavras foi resultado da influência do  sumério, que também era SOV. Há evidências de que os falantes nativos de ambas as línguas estavam em íntimo contato linguístico, formando uma única sociedade por pelo menos 500 anos, então é perfeitamente possível que um sprachbund possa ter sido formado. Maiores provas de que uma ordem originalmente VSO ou SVO podem ser encontradas no fato de que os pronomes de objeto direto e indireto são sufixados ao verbo. A ordem das palavras deve ter mudado para SVO/VSO no final do primeiro milênio a.C. até o primeiro milênio d.C., possivelmente sob a influência do aramaico.

## Exemplo de texto
O texto a seguir é a 7° seção do Código de Hamurábi, escrito possivelmente no século XVIII a.C.
Tradução: Se um homem comprou prata, ouro, um escravo, uma escrava, um boi, uma ovelha, um burro ou outra coisa das mãos de outro homem ou um escravo de um homem sem testemunhas ou contrato, ou recebeu (eles) para um depósito (também sem), então este homem é um ladrão, ele será morto.

## Literatura
- Épico de Atrahasis (início do segundo milênio a.C.)
- Enuma Elish (cerca do século XVIII a.C.)
- Cartas de Amarna (século XIV a.C.)
- Epopeia de Gilgamesh (Sin-liqe-unninni' versão "padrão", século XIII ao XI a.C.)

## Outras leituras
- Cherry, A. (2003). A basic neo-Assyrian cuneiform syllabary. Toronto, Ont: Ashur Cherry, York University.
- Cherry, A. (2003). Basic individual logograms (Akkadian). Toronto, Ont: Ashur Cherry, York University.
- Gelb, I. J. (1961). Old Akkadian writing and grammar. Materials for the Assyrian dictionary, no. 2. Chicago: University of Chicago Press. ISBN 0-226-62304-1